# Westerweelgroep
Westerweelgroep is de later gegeven naam van een Nederlandse verzetsgroep in de Tweede Wereldoorlog, geleid door Joop Westerweel. De leden hielden zich vooral bezig met het geven van hulp bij het onderduiken van Palestinapioniers. Een deel van de gevluchte pioniers kon zich nog tijdens de oorlog in Palestina vestigen.

## Geschiedenis

### Oprichting

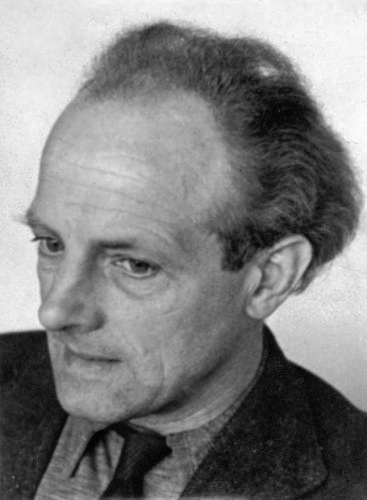
Joop Westerweel (foto uit ~1940-1944).

De Westerweelgroep ontstond in de zomer van 1942 toen de Duitsers Joden in het doorgangskamp Westerbork gingen concentreren. Van daaruit vertrok half juli een eerste transport naar Polen. Hierbij was een groep van ruim twintig minderjarige Palestinapioniers, die zonder familie in Nederland in een Amsterdams pension woonden. De pioniers waren merendeels jeugdige Joden uit Duitsland en Oostenrijk die na 1933 naar Nederland waren gevlucht. Zij volgden hier een landbouwopleiding  om later naar Palestina te kunnen gaan.
In Loosdrecht verbleven ruim vijftig pioniers in de leeftijd van vijftien tot negentien jaar in het Paviljoen, een vroeger opvanghuis voor jongeren. Zij verkeerden in dezelfde positie als de Amsterdamse groep, maar werden begeleid door enkele oudere pioniers, die vastbesloten waren hen niet te laten deporteren. Zij gingen op zoek naar onderduikplaatsen, maar vonden die niet. Een van hen, Mirjam Waterman, besloot daarop Joop Westerweel, een vroegere collega uit het onderwijs, om hulp te vragen. De Westerweelgroep hielp de Palestinapioniers onderduiken. Een deel van hen werd via België en Frankrijk naar Spanje gebracht.

### Organisatie
In de groep werkten Joden en niet-Joden samen. De Joodse deelnemers waren over het algemeen tieners en twintigers. Het waren grotendeels leden van Hechaloets, een zionistische jeugdorganisatie, die in Oost-Europa duizenden leden had. De niet-Joodse helpers werden aangevoerd door Joop Westerweel. De Joodse pioniers werden geleid door Joachim 'Shushu' Simon en Menachem Pinkhof en zijn vriendin Mirjam Waterman. Later kwam een Haarlemse groep tot stand onder leiding van de industrieel vormgever en vervalser Frans Gerritsen. Van deze groep maakte ook Selma van der Perre deel uit. Hoewel ze vaak samenwerkten, voerden deze onderdelen ook onafhankelijk van elkaar activiteiten uit. De Nederlandse Hechaloets had een eigen bestuursstructuur.

### Leden
De leden van de Westerweelgroep waren vaak socialistisch en non-conformistisch ingesteld. Leden waren onder meer:
- Joop en Willy Westerweel
- Frans Gerritsen
- Shushu Simon
- Menachem Pinkhof
- Mirjam Waterman
- Chiel Salomé
- Lore Sieskind
- Lore Durlacher

### Rebel Westerweel
Joop en Willy Westerweel waren christensocialisten en pacifisten. Volgens een latere getuigenis kwam er bij hun activiteiten 'zelfs geen speelgoedpistooltje aan te pas'.
Joop Westerweel was een charismatische persoonlijkheid en onversneden rebel. Hij was in 1899 geboren in Zutphen. Zijn ouders werden later lid van de Vergadering van Gelovigen, een uit Engeland afkomstige protestantse vernieuwingsbeweging. Inspiratiebron voor hen waren de eerste christelijke bewegingen, gekoppeld aan eerbied voor het Oude Testament. Joop brak al jong met de Vergadering maar de bijbel bleef voor hem een inspiratiebron.
Hij was rond 1920 politiek actief ter linkerzijde van sociaaldemocratische SDAP. Begin jaren twintig vertrok hij als onderwijzer naar Nederlands-Indië, maar door zijn politieke overtuiging en pacifisme kreeg hij daar problemen. Na zijn weigering om een militieopleiding te volgen, zat hij enkele maanden gevangen en werd daarna teruggestuurd naar Nederland. Hij ging als leraar werken op een basisschool in een Amsterdamse volksbuurt en later samen met zijn vrouw bij de progressieve opleiding Werkplaats Kindergemeenschap in Bilthoven. Na een conflict daar werd hij mei 1940 hoofd van een Rotterdamse Montessorischool.

### De onderduikoperatie
Joop en Wil Westerweel wezen elke vorm van het door de bezetter opgelegde antisemitisme af. Zij waren betrokken bij een protestactie tegen het ontslag van Joodse ambtenaren in het najaar van 1940 en hielpen een Joods gezin aan een onderduikadres. Maar dit waren individuele acties, zij waren nog geen onderdeel van een verzetsgroep. Het verzoek om hulp van Mirjam Waterman eind juli 1942 was Joop dan ook zeer welkom.
Samen met een enkele (oud-)medewerkers van de Kinderwerkplaats, met als belangrijksten de Friese socialist en dienstweigeraar Bouke Koning en Jan Smit, een Rotterdamse timmerman, begonnen zij direct met het zoeken van onderduikadressen voor de pioniers uit Loosdrecht. Dat verliep goed. Bouke Koning vond er zo’n twaalf bij familie en kennissen in Friesland, Jan Smit tien bij vrienden van de socialistische jeugdbeweging AJC. Joop Westerweel zorgde voor adressen bij kennissen in Zutphen en in het linkse milieu. Toen duidelijk werd dat de Duitsers de Loosdrechtse groep midden augustus 1942 naar Westerbork zouden brengen, begon de onderduikoperatie. De sterren werden van de jassen gehaald, de pioniers kregen valse papieren en goede raad hoe ze zich moesten gedragen op hun onderduikadres. Toen de Duitsers met enkele vrachtwagens kwamen om hen naar Westerbork te brengen, was het Paviljoen leeg.

### Een nieuwe uitweg
De operatie was een succes, maar het was lastig om vijftig onderduikers, van wie een deel in de puberleeftijd was, ondergedoken te houden. Enkele onderduikgevers hadden maar voor korte tijd onderdak toegezegd. Andere schrokken van het, wat men noemt, Joodse uiterlijk van hun onderduikers en het feit dat ze soms nauwelijks Nederlands spraken. Sommige onderduikers konden niet tegen de eenzaamheid van een zolderkamertje of konden niet wennen. Verder meldden zich steeds meer pioniers van andere opleidingen die hadden gehoord van de succesvolle Loosdrechtse operatie. Kortom er waren voortdurend nieuwe adressen nodig en die waren er nauwelijks.
Na een door verraad mislukte poging acht pioniers naar Zwitserland te laten brengen door mensensmokkelaars, besloot de groep, die inmiddels was versterkt met de Haarlemse afdeling rond Frans Gerritsen, alles zo veel mogelijk zelf te regelen. De Duitse pionier Joachim Simon, een van begeleiders in Loosdrecht, reisde naar Frankrijk om daar een ontsnappingsroute te vinden. Zwitserland als bestemming viel na de bezetting van Vichy-Frankrijk door Duitsland in november 1942 weg als bestemming. In overleg met de Franse Hechaloets koos Simon voor Spanje. Er werden afspraken gemaakt over begeleiding en de eerste pioniers vertrokken op de gevaarlijke vluchtweg naar Frankrijk en vandaar naar Spanje.
De route naar Spanje liep al snel vast. Simon werd begin 1943 aan de Nederlandse-Belgische grens gearresteerd en pleegde zelfmoord om zijn kameraden niet te verraden. Een Belgische mensensmokkelaar bracht vier pioniers naar Spanje, maar werd in maart 1943 met twee pioniers in Noord-Frankrijk gearresteerd. Het duurde daarna enige tijd voordat Kurt Reilinger, een wat oudere pionier, naar Frankrijk reisde om het ontsnappingswerk te gaan leiden.
Reilinger bouwde een nieuwe route op, waarbij pioniers als arbeiders van de Organisation Todt aan de Atlantikwall werkten om van daaruit naar Spanje te vluchten. Dit laatste gebeurde in samenwerking met de Armée Juive, een Frans-Joodse verzetsorganisatie. Op deze wijze konden in de loop van 1943 en 1944 in totaal zo’n zeventig pioniers naar Spanje ontkomen. Sommigen van hen waren met hulp van de Westerweelgroep kort daarvoor uit Westerbork ontsnapt. Ongeveer tachtig konden zich in Frankrijk verborgen houden. Zo’n honderd pioniers bleven in Nederland ondergedoken.

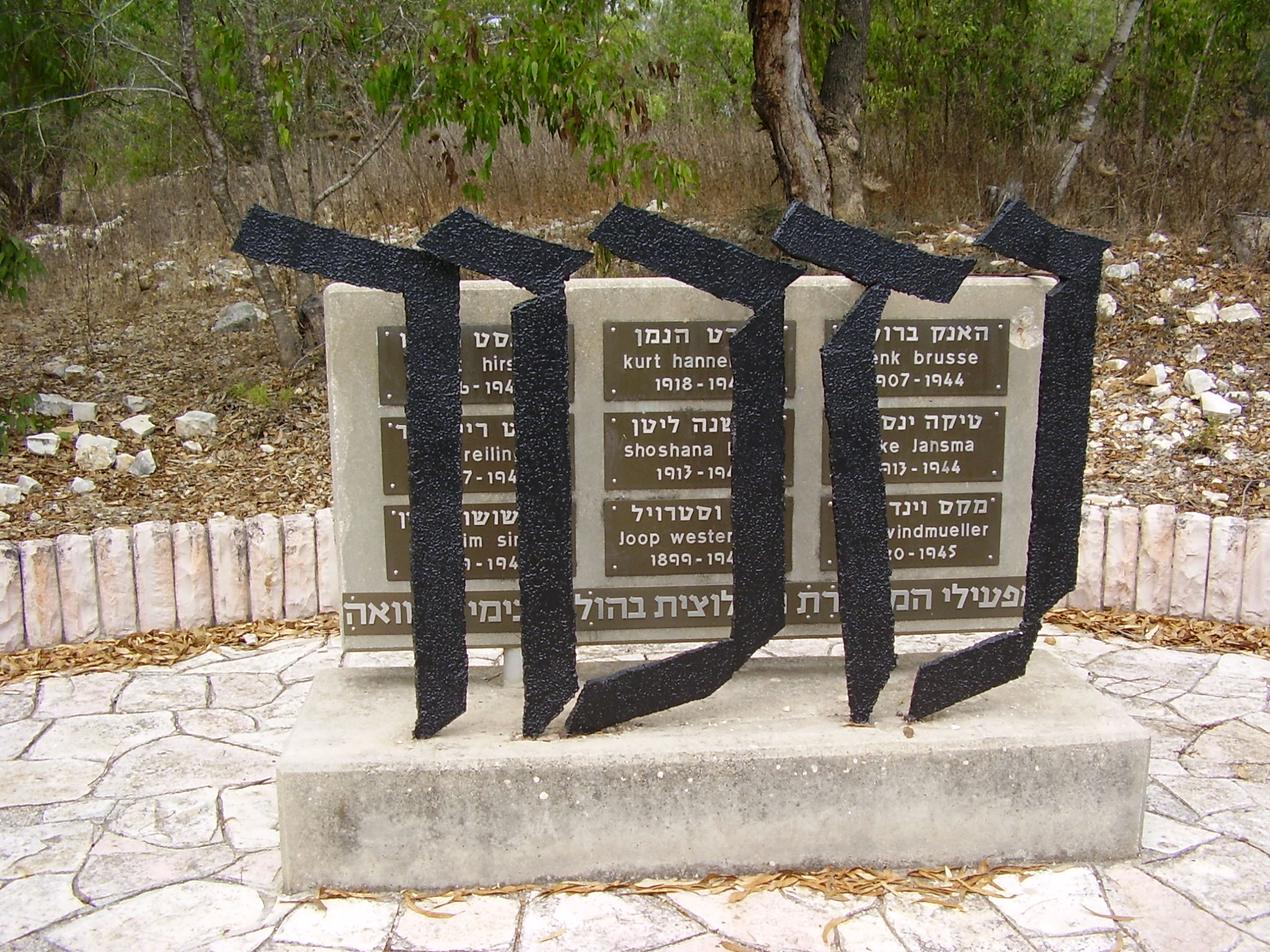
Monument in het Westerweelbos (2008)

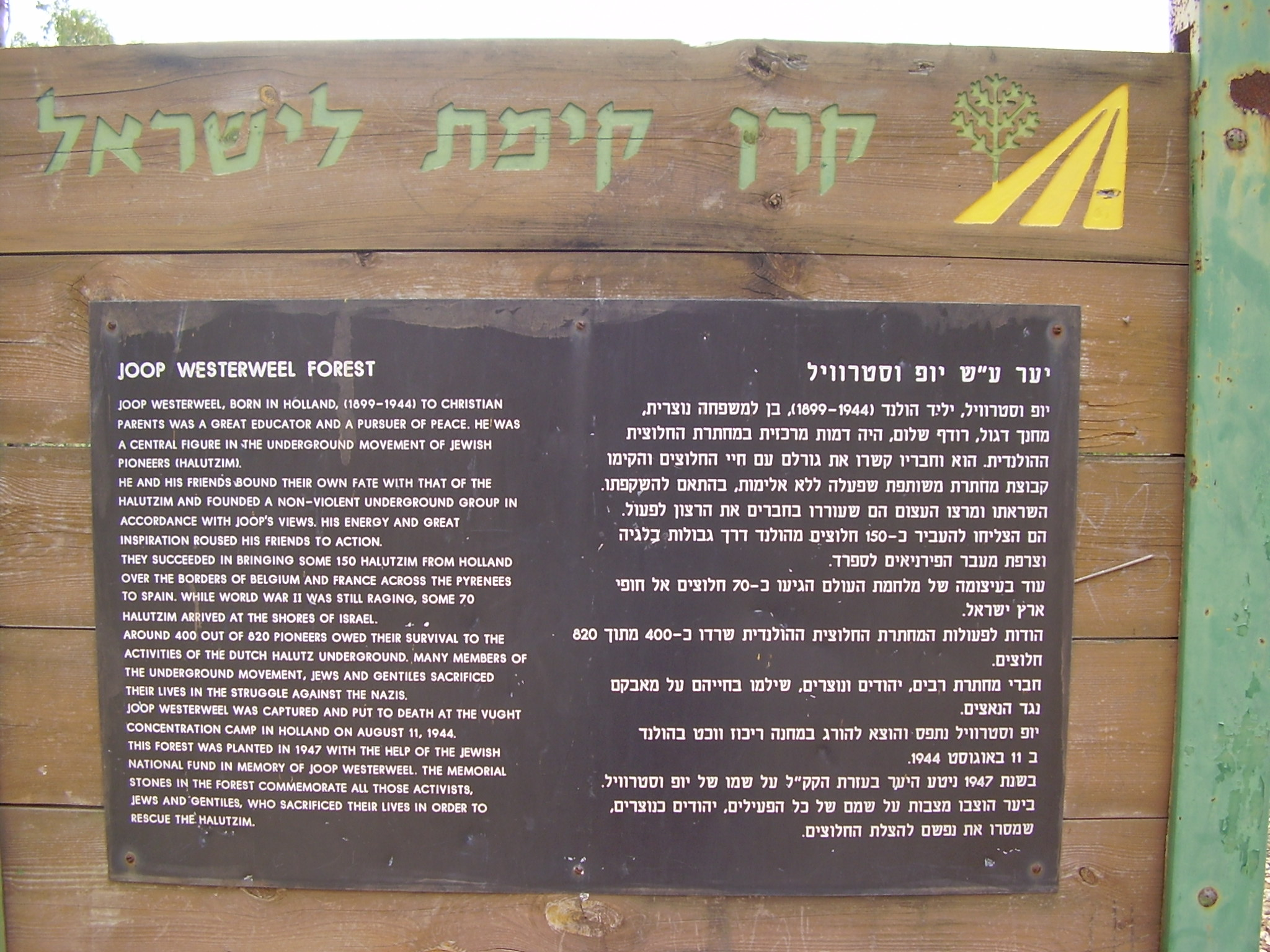
Toelichting bij het monument

### Infiltraties en arrestaties
Eind 1943, begin 1944 wisten de Duitsers de Westerweelgroep en de Armée Juive afzonderlijk van elkaar te infiltreren. In Nederland viel daarbij onder meer Wil Westerweel in handen van de SD. Joop en Bouke Koning werden in maart 1944 gearresteerd toen zij twee pioniers de Belgische grens overbrachten. In Frankrijk pakte de SD leden van de top van de Armée Juive, ‘reisleider’ Kurt Reilinger en een achttal van zijn pionier-assistenten op.
Joop Westerweel werd in augustus 1944 in Kamp Vught gefusilleerd. Wil, Bouke en een aantal andere leden van de groep, Joden en niet-Joden, belandden in concentratiekampen. Wil aanvankelijk eveneens in Kamp Vught, later volgde transport naar Ravensbrück. Ditzelfde lot trof de in Frankrijk gearresteerde pioniers. Een aantal van hen overleefden dat niet.
Toen Frankrijk, België en het zuiden van Nederland in het najaar van 1944 waren bevrijd, staakte de Westerweelgroep grotendeels de activiteiten. Veel leden waren in Duitse handen gevallen of zelf ondergedoken. Lokale verzetsgroepen namen de zorg voor de onderduikers zo veel mogelijk over. 
De Westerweelgroep wist tussen de 250 en 275 Palestinapioniers in veiligheid te brengen. Nog eens zo'n dertig andere Joden werden aan een onderduikplaats geholpen.

## Monument
In het in 1947 opgerichte Westerweelbos ten zuiden van de Israëlische stad Haifa staat een monument met namen van groepsleden.